# Alena Fomina
Alena Fomina, née le 5 juillet 1989 à Sébastopol, en Russie, est une joueuse russe de tennis. Elle a représenté l'Ukraine entre 2003 et 2017.

## Carrière professionnelle
Alena Fomina commence sa carrière professionnelle en 2010. En simple, elle n'a pas eu de résultats significatifs en n'obtenant qu'un seul titre ITF en 2014. En double, ses résultats sont meilleurs, elle remporte 26 titres ITF sur 47 finales disputées.
Sur le circuit WTA, elle atteint en juillet 2021 la finale du double du tournoi WTA 125 de Belgrade.
Deux ans plus tard, en juillet 2023, elle remporte en double, avec sa partenaire espagnole Cristina Bucșa, son premier tournoi WTA 125 à Contrexéville.

## Palmarès

### Titre en double en WTA 125
| No | Date       | Nom et lieu du tournoi          | Catégorie | Dotation  | Surface      | Partenaire     | Finalistes                    | Score            |          |
| -- | ---------- | ------------------------------- | --------- | --------- | ------------ | -------------- | ----------------------------- | ---------------- | -------- |
| 1  | 10-07-2023 | Grand Est Open 88 Contrexéville | WTA 125   | 115 000 $ | Terre (ext.) | Cristina Bucșa | Amina Anshba Anastasia Dețiuc | 4-6, 6-3, [10-7] | Parcours |

### Finale en double en WTA 125
| No | Date       | Nom et lieu du tournoi | Catégorie | Dotation  | Surface      | Vainqueures                      | Partenaire        | Score    |          |
| -- | ---------- | ---------------------- | --------- | --------- | ------------ | -------------------------------- | ----------------- | -------- | -------- |
| 1  | 26-07-2021 | Belgrade Open Belgrade | WTA 125   | 115 000 $ | Terre (ext.) | Olga Govortsova Lidziya Marozava | Ekaterina Yashina | 6-2, 6-2 | Parcours |

## Classements WTA en fin de saison
| Année          | 2010 | 2011 | 2012 | 2013 | 2014 | 2015 | 2016 | 2017 | 2018 | 2019 | 2020 | 2021 | 2022 | 2023 | 2024 |
| Rang en simple | –    | –    | 1032 | 689  | 584  | 1051 | 594  | 575  | 733  | 1045 | 1119 | 1175 | –    | –    | –    |
| Rang en double | 982  | 669  | 499  | 264  | 261  | 249  | 230  | 260  | 179  | 179  | 258  | 170  | 148  | 127  | 808  |

Source : (en) Classements de Alena Fomina sur le site officiel de la Fédération internationale de tennis